# Mutinus elegans
Mutinus elegans es una especie de hongo de la familia Phallaceae. El cuerpo fructífero comienza su desarrollo en forma de huevo parcialmente enterrado. A medida que el hongo madura, emerge un tallo delgado de color naranja a rosa que se estrecha uniformemente hasta una punta puntiaguda. El tallo está cubierto de una masa de esporas verdes, viscosas y malolientes en el tercio superior de su longitud. Las moscas y otros insectos se alimentan de la gleba que contiene las esporas, ayudando a su dispersión.
Es una especie sapróbica que suele crecer en el suelo, sola o en pequeños grupos, sobre restos leñosos u hojarasca, durante el verano y el otoño en Japón, Europa y el este de Norteamérica. Debido a su olor repelente, los ejemplares maduros no suelen considerarse comestibles, aunque hay informes de que se consumen los huevos inmaduros. En el laboratorio, se ha demostrado que Mutinus elegans inhibe el crecimiento de varios microorganismos que pueden ser patógenos para el ser humano.

## Taxonomía
Mutinus elegans fue descrito por primera vez por el misionero británico John Banister en 1679, quien escribió una crónica sobre la historia natural de Virginia; se cree que este primer informe es el primer relato de un hongo en Norteamérica. Fue caracterizado científicamente por primera vez por el científico francés Jean Pierre François Camille Montagne en 1856, quien lo llamó Corynites elegans.
El nombre del género Mutinus hace referencia a la deidad fálica romana Mutunus Tutunus, uno de los di indigetes aplacados por las novias romanas. El epíteto específico elegans deriva de la palabra latina que significa «grácil» o «elegante».

## Descripción
Los cuerpos fructíferos jóvenes son inicialmente blancos y esféricos o en forma de huevo, con unas dimensiones de 2 a 3 cm  por 1 a 2 cm. Cuando el cuerpo del fruto madura, el huevo se rompe y emerge el pedúnculo esponjoso que contiene las esporas; completamente desarrollado, puede medir de 1 a 15 cm de largo y de 1,5 a 2 cm de grosor. El pedúnculo es hueco y está muy arrugado; su forma es cilíndrica por debajo, pero se estrecha gradualmente hasta un ápice estrecho con una pequeña abertura en la punta. La mitad superior del pedúnculo es de color rojo brillante a naranja rojizo, y el color pierde intensidad gradualmente transformándose en blanco rosado por debajo. El pedúnculo puede ser recto o ligeramente curvado. Una gleba gelatinosa de color marrón verdoso cubre el tercio superior del tallo en los especímenes recién emergidos. Los restos del «huevo» forman una volva alrededor de la base del tallo. El olor de la gleba es fétido. Las esporas son de color marrón verdoso. Los cuerpos fructíferos están unidos al sustrato por rizomorfos blanquecinos que se asemejan a las raíces de las plantas. El micólogo estadounidense Alexander H. Smith observó que los huevos suelen tardar en abrirse, a veces hasta dos semanas antes de que el tallo se expanda.
Las esporas son de 4-7 por 2-3 μm, oblongo-elípticas, lisas e incrustadas en la gleba. Un estudio de 1982 reveló que las esporas de especies de la familia Phallaceae, incluido Mutinus elegans, tienen una cicatriz hiliar (0,2-0,3 μm de diámetro) que es observable con microscopía electrónica de barrido. La cicatriz hiliar es una hendidura circular en un extremo de la espora, y lo más probable es que se produzca durante la separación de la unión de la espora al esterigma del basidio.

### Especies similares

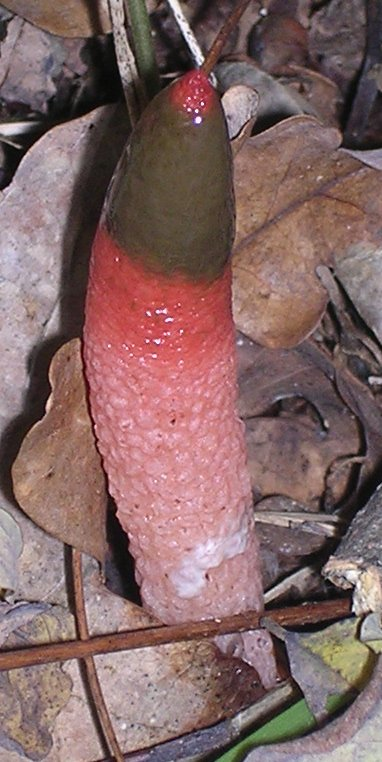
M. caninus, que tiene menos parte del pedúnculo cubierta de gleba, y una punta fusionada sin abertura pequeña.

Mutinus caninus es menos común, más pequeño, tiene una punta ovalada o en forma de huso en un tallo delgado y es rojizo; tiene menos parte del tallo cubierto por gleba. Mutinus bambusinus es similar en tamaño y forma, excepto que no tiene una demarcación de color distinta entre las partes superior e inferior del tallo; en su lugar, todo el tallo muestra pigmentos rojos. El pedúnculo de M. ravenelii es menos cónico que el de M. elegans, y tiene una cabeza hinchada claramente diferenciada.
Phallus rubicundus, normalmente rosado, y P. rugulosus, anaranjado, tienen ambos capuchones cónicos.

## Hábitat y distribución
Mutinus elegans es sapróbica y obtiene nutrientes descomponiendo la materia orgánica muerta. Es común encontrarlo en jardines y zonas agrícolas enriquecidas con estiércol, cerca de tocones y troncos bien descompuestos y en astillas de madera. Una publicación japonesa menciona su presencia en Takatsuki y Osaka-fu, donde fructifica en noviembre y diciembre en el suelo a lo largo de caminos o en espacios abiertos, debajo o cerca del bambú (Phyllostachys bambusoides) y maderas duras como la Zelkova japonesa y el alcanforero.
Esta especie común se ha recolectado en el este de Norteamérica, en la zona que se extiende desde Quebec hasta Florida y al oeste de los Grandes Lagos, Iowa, Colorado y Texas. En Europa, se ha descrito en los Países Bajos y en Asia, se ha recolectado en Japón.

## Usos
Las formas inmaduras de los huevos de M. elegans son comestibles, pero «no recomendables». El fétido olor de los ejemplares maduros sería probablemente repelente para la mayoría, aunque no se consideran venenosos.

### Actividad antibiótica
Un estudio de 32 hongos basidiomicetos mostró que Mutinus elegans era la única especie que mostraba actividad antibiótica (tanto antibacteriana como antifúngica) contra los seis microorganismos probados, a saber, las bacterias patógenas humanas Bacillus cereus, Bacillus subtilis, Staphylococcus aureus, Escherichia coli, Salmonella typhimurium y la levadura Candida albicans.